# Vista Hermosa, Tlaquilpa
Vista Hermosa är en ort i Mexiko.   Den ligger i kommunen Tlaquilpa och delstaten Veracruz, i den sydöstra delen av landet, 230 km öster om huvudstaden Mexico City. Vista Hermosa ligger 2 584 meter över havet och antalet invånare är 413.
Terrängen runt Vista Hermosa är lite bergig. Runt Vista Hermosa är det ganska tätbefolkat, med 93 invånare per kvadratkilometer. Närmaste större samhälle är Xoxocotla, 6,1 km norr om Vista Hermosa. Omgivningarna runt Vista Hermosa är en mosaik av jordbruksmark och naturlig växtlighet.